# Colombie aux Jeux olympiques d'hiver de 2010
Vous lisez un « bon article » labellisé en 2013.
La Colombie participe aux Jeux olympiques d'hiver de 2010 à Vancouver au Canada, qui se déroulent du 12 au 28 février 2010. Il s'agit de sa première participation à des Jeux d'hiver. La délégation colombienne est représentée par une seule athlète en ski alpin, Cynthia Denzler, également porte-drapeau du pays lors des cérémonies d'ouverture et de clôture de ces Jeux.
La Colombie fait partie des pays qui ne remportent pas de médaille au cours de ces Jeux olympiques. La seule sportive engagée ne se classe pas dans les dix premiers de sa discipline, terminant 51e à l'épreuve de slalom, après avoir été disqualifiée en slalom géant deux jours auparavant, ayant raté une porte.
En Colombie, la chaîne publique Señal Colombia obtient la licence pour transmettre à la télévision ces Jeux d'hiver, diffusant ainsi les cérémonies d'ouverture et de clôture et trois émissions quotidiennes d'une heure, durant toute la période que dure la compétition. Par ailleurs, ESPN assure également la présentation de ces Jeux à la radio et à la télévision, par câble et satellite, tandis que Terra Networks les diffuse sur internet.

## Premiers Jeux olympiques d'hiver pour la Colombie
La Colombie participe pour la première fois aux Olympiades lors des Jeux olympiques d'été de 1932 à Los Angeles, en présentant un seul athlète, Jorge Perry, alors qu'il n'existe pas encore de comité national olympique colombien. En effet, ce dernier n'est créé qu'en 1936. En tout, entre 1932 et 2010, le pays a concouru à dix-sept Jeux olympiques, mais seulement lors des olympiades estivales, y obtenant onze médailles dont un titre olympique.
À la fin des années 1990, Carlos Orlando Ferreira, alors président de la fédération colombienne de patinage, propose que plusieurs athlètes de ce sport s'entraînent pour les épreuves de patinage de vitesse sur glace. Cependant, le projet échoue en raison des coûts trop élevés. Ainsi, depuis l'instauration par le comité international olympique (CIO) des premiers Jeux olympiques d'hiver, qui se sont déroulés à Chamonix en 1924,, la Colombie participe pour la première fois à cette compétition en 2010. Il en est de même pour les Îles Caïmans, le Ghana, le Pakistan et le Pérou. Cynthia Denzler, seule représentante de la Colombie lors de ces Jeux, déclare que « c'est la première fois que la Colombie a quelqu'un qui la représente lors des Jeux olympiques d'hiver, et c'est un honneur d'être cette personne ».

## Préparation et arrivée au village olympique
Grâce aux efforts d'Hanspeter Denzler et d'Andrés Botero, président du comité olympique colombien et membre du CIO, l'équipe de ski de Colombie est créée en 2007. Cynthia Denzler effectue sa préparation aux États-Unis et en Suisse. Afin d'acquérir une expérience en compétition et d'obtenir les points nécessaires pour aller aux Jeux de Vancouver, elle voyage, par ses propres moyens, dans toute l'Europe, en représentant la Colombie.
La délégation colombienne pour ces Jeux olympiques est composée d'une skieuse, Cynthia Denzler, de son père Hanspeter Denzler et de son frère Fabian, tous deux ses entraîneurs.
La délégation colombienne s'envole pour Vancouver le 10 février afin de prendre ses quartiers dans le village olympique. Pour la skieuse, « C'est un honneur de concourir pour la Colombie et je suis heureuse de le faire. Représenter le pays durant l'un des Jeux olympiques d'hiver, c'est une bonne chose, et un rêve devenu réalité ».

## Cérémonies d'ouverture et de clôture

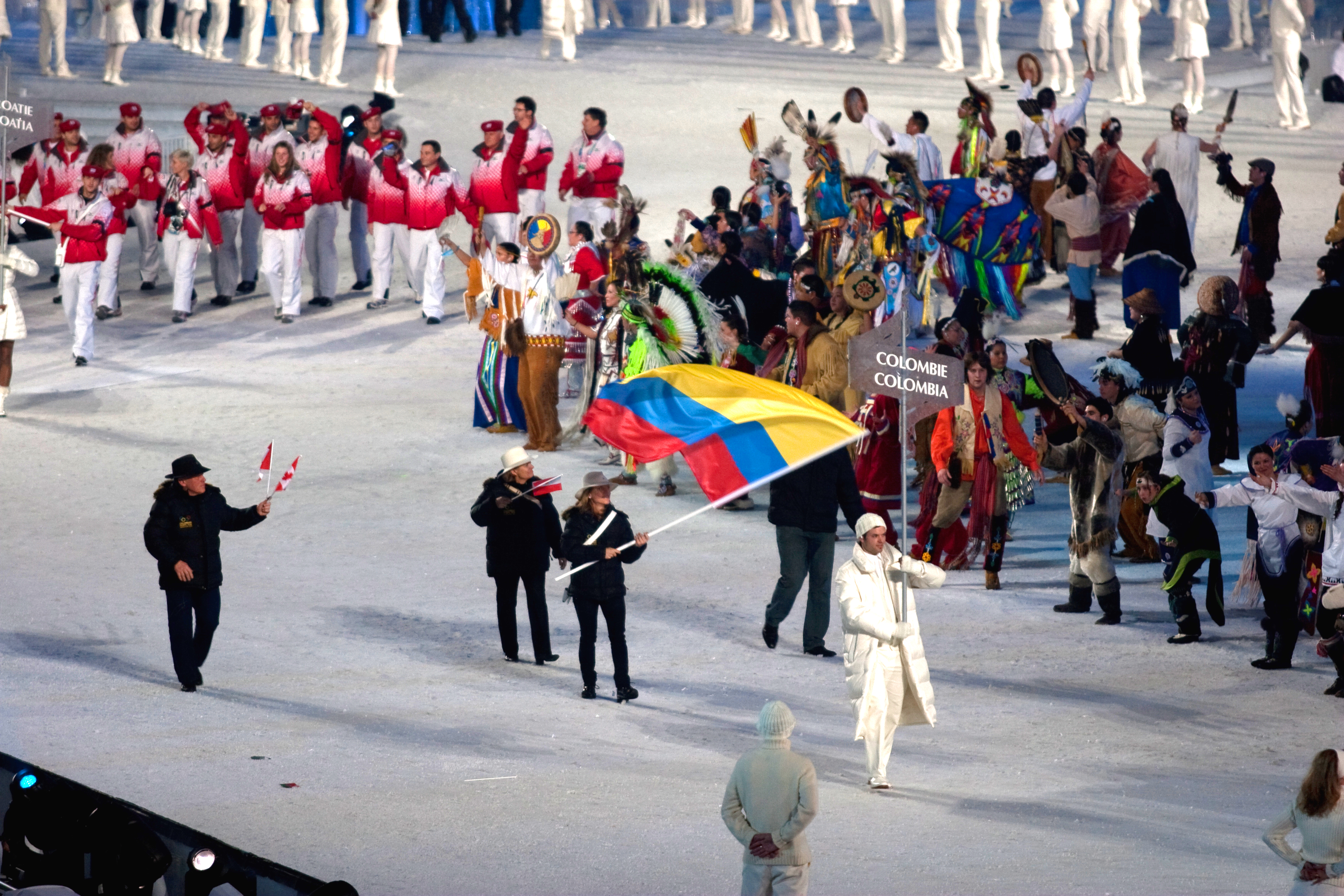
Entrée de la délégation colombienne à la cérémonie d'ouverture.

La Colombie fait partie, avec l'Argentine, le Brésil, le Chili et le Pérou des cinq pays d'Amérique du Sud participant à ces Jeux. La cérémonie d'ouverture est dédiée au lugeur géorgien Nodar Kumaritashvili, mort la veille à la suite d'une sortie de piste lors d'une session d'entraînement. Comme cela est de coutume, la Grèce, berceau des Jeux olympiques et qui accueillit les premiers Jeux de l'ère moderne en 1896, ouvre le défilé des nations. Le Canada, qui est le pays hôte, ferme la marche, les autres nations défilant par ordre alphabétique. La Colombie est ainsi la 19e des 82 délégations, après la République populaire de Chine et avant la Croatie à entrer dans le BC Place Stadium de Vancouver. Le porte-drapeau du pays est la skieuse Cynthia Denzler.
Lors de la cérémonie de clôture qui se déroule également au BC Place Stadium, les porte-drapeaux des différentes délégations entrent ensemble dans le stade olympique et forment un cercle autour du chaudron abritant la flamme olympique. Le drapeau de la Colombie est de nouveau porté par Cynthia Denzler. 

## Épreuves de ski alpin

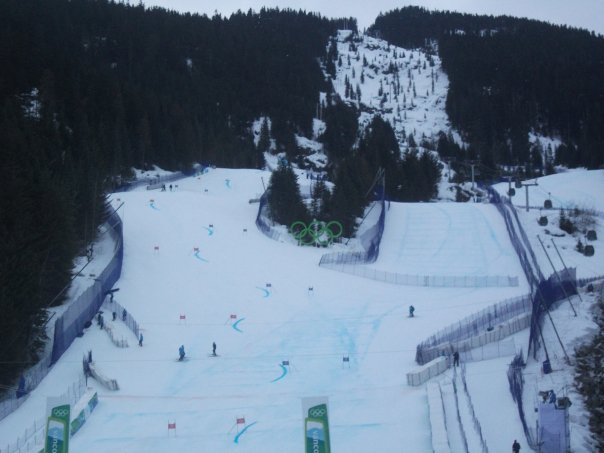
Whistler Creekside, la piste pour les épreuves de ski alpin.

La Colombie aligne sa seule représentante lors des épreuves de ski alpin à ces Jeux olympiques. Il s'agit de la skieuse Cynthia Denzler, née le 12 mai 1983 à Santa Ana, dans l'état de Californie aux États-Unis. Elle acquiert cependant le passeport colombien grâce au fait que son père soit devenu citoyen de ce pays, par naturalisation, avant le début de la saison 2007-2008,. Denzler a également été alignée aux Championnats du monde à une reprise en 2009 ainsi qu'aux Championnats du monde juniors en 2000, 2007 et 2008. Elle participe aux épreuves de slalom géant et de slalom qui se déroulent respectivement les 24 et 26 février 2010.

### Qualification
En 2007, souhaitant participer à ces Jeux d'hiver, Cynthia Denzler demande l'approbation du comité olympique colombien pour prendre part aux tournois de qualification, ce qu'elle obtient alors qu'Andrés Botero en est le président,.
À l'issue de la période de qualification pour les Jeux olympiques d'hiver de Vancouver, qui s'étend de juillet 2008 jusqu'au 25 janvier 2010, sont qualifiés les 500 premiers de leur épreuve respective au classement dans la liste des points FIS. Par ailleurs, pour se qualifier pour les épreuves de descente, de super-combiné et de super-G, les athlètes doivent totaliser un maximum de 120 points FIS dans l'épreuve concernée. Ces premiers critères de qualification ne sont pas atteints par Denzler. Il est également possible d'obtenir son ticket pour les Jeux, dans les épreuves de slalom et de slalom géant, en participant aux championnats du monde de ski alpin qui ont lieu à Val-d'Isère en 2009 et en totalisant un maximum de 140 points dans les épreuves concernées à l'issue de la période de qualification,. Enfin, les comités nationaux olympiques n'ayant pas de sportif remplissant les critères précédents peuvent quand même inscrire un athlète homme et une athlète femme dans les épreuves de slalom et slalom géant.
Lors des Mondiaux 2009 à Val-d'Isère, Cynthia Denzler ne parvient pas à finir la première manche en slalom géant ni celle en slalom. Cependant, grâce à sa participation à cet évènement sportif et ayant moins de 140 points FIS dans chacune de ces deux disciplines à la date butoir, Cynthia Denzler obtient finalement sa qualification pour les Jeux olympiques d'hiver de 2010 en slalom et en slalom géant. Pour cela, elle a pris part à différentes compétitions internationales, notamment en Europe. Elle y obtient quelques bons résultats, s'imposant par exemple lors du championnat national à Val Thorens en 2008 ou lors de la course FIS aux Crosets en 2009,.

### Résultats
Le 24 février, Cynthia Denzler, qui porte le dossard no 75 lors de l'épreuve de slalom géant, réalise un premier temps intermédiaire de 21 s 58 durant la première manche, se classant temporairement à la 79e place. Elle est disqualifiée après avoir raté une porte à mi-parcours. Cette épreuve est finalement remportée par l'Allemande Viktoria Rebensburg.
Lors de l'épreuve de slalom du 26 février, Denzler porte le dossard no 80. Dans la première manche, elle obtient un temps de 1 min 01 s 14, se classant 63e. Elle obtient la 49e place dans la deuxième manche bien qu'elle réalise un moins bon temps que dans la précédente (1 min 01 s 25). À l'issue des deux manches, elle se place au 51e rang avec un temps total de 2 min 02 s 39, loin derrière l'Allemande Maria Riesch qui termine à la première place avec un temps total de 1 min 42 s 89,.
Femmes
| Athlète         | Épreuve      | Manche 1      | Manche 2      | Total         | Rang |
| --------------- | ------------ | ------------- | ------------- | ------------- | ---- |
| Cynthia Denzler | Slalom géant | DNF           |               |               | DNF  |
| Cynthia Denzler | Slalom       | 1 min 01 s 14 | 1 min 01 s 25 | 2 min 02 s 39 | 51e  |

## Bilan
Pour leur première participation aux Jeux olympiques d'hiver, la Colombie, les Îles Caïmans, le Ghana, le Pakistan et le Pérou ne remportent aucune médaille. Selon Cynthia Denzler, qui espérait terminer dans les 30 premiers de l'épreuve de slalom géant mais qui a été disqualifiée après avoir raté une porte, sa participation aux Jeux olympiques d'hiver sera bénéfique pour la Colombie, car cela pourrait encourager d'autres Colombiens à pratiquer les sports d'hiver même si le climat tropical du pays fait qu'il n'y existe toujours pas de piste de ski en 2013, malgré quelques zones enneigées dans les massifs du Nord du pays.

## Diffusion des Jeux en Colombie
Le CIO accorde à la chaîne publique Señal Colombia la licence pour diffuser ces Jeux d'hiver. Ainsi, selon le directeur de Radio Televisión Nacional de Colombia, Douglas Velásquez Jácome, 94,8 % de la population colombienne ayant cette chaîne ont pu regarder cette compétition. Les Jeux d'hiver, transmis pour la première fois en Colombie, sont commentés notamment par l'animateur sportif Carlos Julio Guzmán et la journaliste sportive Annia Hidalgo, lors de trois émissions quotidiennes d'une heure (à 7 h, à midi et à 21 h 30) à partir du 13 février 2010. Sont également diffusées sur Señal Colombia les cérémonies d'ouverture et de clôture des Jeux, respectivement le 12 février à partir de 21 h et le 28 février à partir de 20 h.
Par ailleurs, ESPN obtient les droits radio et télévision, par câble et satellite, pour la diffusion en Colombie, ainsi qu'en Argentine, en Bolivie, au Chili, en Équateur, au Paraguay, au Pérou et en Uruguay. Au Venezuela, ESPN n'obtient les droits que pour la télévision par satellite. Selon Jacques Rogge, président du CIO, cet accord avec la chaîne sportive américaine s'explique par le fait que « la popularité des Jeux Olympiques [d'hivers] en Amérique du Sud croît rapidement et nous voulons nous assurer que les téléspectateurs de la région bénéficient de la meilleure couverture possible ».
Enfin, Terra Networks obtient le droit de diffuser en ligne les Jeux en Colombie.